# Luis Diego López
Luis Diego López Breijo  (Montevideo, 22 de agosto de 1974), conocido como Diego López, es un exfutbolista y entrenador uruguayo que actualmente se encuentra sin club.
Desarrolló gran parte de su carrera en el Cagliari dónde es ídolo y uno de los máximos referentes de su historia.  Jugaba de defensa central y lateral derecho.

## Carrera

### Como jugador
Diego “Memo” López comenzó su carrera como jugador en el año 1992 jugando en las ligas inferiores del Club Atlético River Plate de Montevideo, su ciudad natal. Entre 1994 y 1996 se desempeñó en la primera división del club, disputando un total de 37 partidos en los que convirtió 2 goles.
En 1996 daría el salto a Europa para jugar en el Real Racing Club de Santander, en España. En este club permaneció durante dos años, de 1996 a 1998, jugando 72 partidos y convirtiendo un total de 3 goles.
La siguiente camiseta que vestiría Diego López sería la del Cagliari Calcio, el equipo italiano de la isla de Cerdeña. Este fue el club donde el futbolista permaneció durante más tiempo, y en el que se convirtió en un ídolo absoluto. Jugó allí entre 1998 y su retiro en 2010, participando de un total de 343 partidos y convirtiendo 9 goles. Luego de retirarse como jugador pasaría a ser entrenador de este club italiano. 
Su salto a Europa y su destacada carrera en el fútbol del Viejo Continente fueron impulsados por quien fuera su representante en aquel entonces, Francisco “Paco” Casal, con quien conserva al día de hoy una gran amistad.

### Como entrenador

#### Cagliari
Comenzó su carrera como técnico dirigiendo a los jóvenes del Cagliari Calcio. Posteriormente entrenó al primer equipo del Cagliari durante 32 jornadas de la Serie A 2013-14, después de ser asistente de Ivo Pulga en la temporada 2012-13.

#### Bologna
En julio de 2014, firmó con el Bologna de la Serie B con el reto de devolverlo a la máxima categoría. Sin embargo, fue destituido a tres jornadas para el final del campeonato, con el equipo situado en 4º puesto (zona de play-off).

#### Palermo
En enero de 2017, sustituyó a Eugenio Corini en el banquillo del Unione Sportiva Città di Palermo. No pudo mejorar la mala dinámica del equipo siciliano y fue cesado en sus funciones solo 3 meses después de su nombramiento.

#### Cagliari
El 18 de octubre de 2017, se confirmó su regreso al Cagliari Calcio, reemplazando a Massimo Rastelli. Aunque llevó al equipo sardo a la permanencia, el club optó por no ofrecerle la renovación.

#### Peñarol
El 7 de junio de 2018, fue anunciado como nuevo entrenador del Club Atlético Peñarol. Fue presentado en el Campeón del Siglo, el sábado 9 de junio.
En dicha presentación, declaró:

«Me gusta el fútbol dinámico, jugar bien, tener jugadores de calidad para complementarlos con la entrega y la mística característica de Peñarol. Vengo a dar mi idea, pero no puedo perder ningún valor de los que tiene este grupo de jugadores».

Hacia el comienzo de 2019 había logrado conquistar dos torneos, Clausura y Uruguayo 2018, logrando así clasificarse para disputar la Supercopa Uruguaya, donde finalmente el Carbonero pierde por penales.
Dejó el banquillo aurinegro en diciembre de 2019, siendo reemplazado por Diego Forlán.

#### Brescia
El 5 de febrero de 2020, fue contratado por el Brescia Calcio. Entrenó al equipo hasta el 7 de diciembre de 2020.

#### Universidad de Chile
El 31 de mayo de 2022, fue contratado por la Universidad de Chile, hasta diciembre del 2023, siendo su segunda experiencia en Sudamérica.
El 9 de septiembre de 2022, se anuncia su desvinculación del equipo tras malos resultados.

## Vida personal
Diego López está casado con Alexandra Pose, con quien tiene tres hijos: Thiago, Ian e Inty, quienes nacieron en la isla italiana de Cerdeña. Sus hijos han elegido también el camino del fútbol.
Desde siempre Diego López ha expresado sus intenciones de poder dirigir a la selección uruguaya en algún momento de su carrera, algo que considera como un sueño personal.

## Selección nacional
López fue internacional absoluto con Uruguay entre 1994 y 2005. Jugó 32 partidos y marcó un gol con la camiseta charrúa.

### Participaciones en FIFA Confederaciones
| Copa                 | Sede           | Resultado    | Part. | Goles |
| -------------------- | -------------- | ------------ | ----- | ----- |
| Confederaciones 1997 | Arabia Saudita | Cuarto lugar | 5     | 0     |

### Participaciones en Copa América
| Copa              | Sede     | Resultado  | Part. | Goles |
| ----------------- | -------- | ---------- | ----- | ----- |
| Copa América 1995 | Uruguay  | Campeón    | 1     | 0     |
| Copa América 1999 | Paraguay | Subcampeón | 2     | 0     |

## Estadísticas

### Como jugador
| Club                | País    | Año       | Part. | Goles | Prom. |
| ------------------- | ------- | --------- | ----- | ----- | ----- |
| River Plate         | Uruguay | 1994-1996 | 37    | 2     | 0,05  |
| Racing de Santander | España  | 1996-1998 | 72    | 3     | 0,04  |
| Cagliari            | Italia  | 1998-2010 | 343   | 9     | 0,02  |
| Total               | Total   | Total     | 452   | 14    | 0,03  |

### Como entrenador
| Equipo                       | Div.                | Temporada           | Liga | Liga | Liga | Liga | Liga |    | Copa | Copa | Copa | Copa |   | Internacional | Internacional | Internacional | Internacional | Internacional |   | Otros | Otros | Otros | Otros |    | Totales     | Totales | Totales | Totales | Totales | Totales | Totales | Totales | Totales |
| Equipo                       | Div.                | Temporada           | PD   | G    | E    | P    | Pos. | PD | G    | E    | P    | PD   | G | E             | P             | Pos.          | PD            | G             | E | P     | PD    | G     | E     | P  | Rendimiento | GF      | GC      | Dif.    | Ptos.   |         |         |         |         |
| ---------------------------- | ------------------- | ------------------- | ---- | ---- | ---- | ---- | ---- | -- | ---- | ---- | ---- | ---- | - | ------------- | ------------- | ------------- | ------------- | ------------- | - | ----- | ----- | ----- | ----- | -- | ----------- | ------- | ------- | ------- | ------- | ------- | ------- | ------- | ------- |
| Cagliari · Italia            | 1.ª                 | 2013-14             | 32   | 7    | 11   | 14   | Inc. | 1  | 0    | 0    | 1    | -    | - | -             | -             | -             | -             | -             | - | -     | 33    | 7     | 11    | 15 | 32.32%      | 31      | 46      | -15     | 32      |         |         |         |         |
| Bologna · Italia             | 2.ª                 | 2014-15             | 39   | 16   | 15   | 8    | Inc. | 1  | 0    | 0    | 1    | -    | - | -             | -             | -             | -             | -             | - | -     | 40    | 16    | 15    | 9  | 52.5%       | 47      | 35      | +12     | 63      |         |         |         |         |
| Bologna · Italia             | Total               | Total               | 39   | 16   | 15   | 8    | -    | 1  | 0    | 0    | 1    | -    | - | -             | -             | -             | -             | -             | - | -     | 40    | 16    | 15    | 9  | 52.5%       | 47      | 35      | +12     | 63      |         |         |         |         |
| Palermo · Italia             | 1.ª                 | 2016-17             | 10   | 1    | 2    | 7    | Inc. | -  | -    | -    | -    | -    | - | -             | -             | -             | -             | -             | - | -     | 10    | 1     | 2     | 7  | 16.67%      | 8       | 26      | -18     | 5       |         |         |         |         |
| Palermo · Italia             | Total               | Total               | 10   | 1    | 2    | 7    | -    | -  | -    | -    | -    | -    | - | -             | -             | -             | -             | -             | - | -     | 10    | 1     | 2     | 7  | 16.67%      | 8       | 26      | -18     | 5       |         |         |         |         |
| Cagliari · Italia            | 1.ª                 | 2017-18             | 30   | 9    | 6    | 15   | 16.º | 1  | 0    | 0    | 1    | -    | - | -             | -             | -             | -             | -             | - | -     | 31    | 9     | 6     | 16 | 35.48%      | 28      | 49      | -21     | 33      |         |         |         |         |
| Cagliari · Italia            | Total               | Total               | 62   | 16   | 17   | 29   | -    | 2  | 0    | 0    | 2    | -    | - | -             | -             | -             | -             | -             | - | -     | 64    | 16    | 17    | 31 | 33.85%      | 59      | 95      | -36     | 65      |         |         |         |         |
| Peñarol · Uruguay            | 1.ª                 | 2018                | 15   | 11   | 3    | 1    | 1.º  | -  | -    | -    | -    | 2    | 0 | 0             | 2             | 2ªF           | -             | -             | - | -     | 17    | 11    | 3     | 3  | 70.59%      | 28      | 17      | +11     | 36      |         |         |         |         |
| Peñarol · Uruguay            | 1.ª                 | 2019                | 39   | 21   | 11   | 7    | 2.º  | -  | -    | -    | -    | 10   | 4 | 2             | 4             | 1/8           | 1             | 0             | 1 | 0     | 50    | 25    | 14    | 11 | 59.33%      | 70      | 43      | +27     | 89      |         |         |         |         |
| Peñarol · Uruguay            | Total               | Total               | 54   | 32   | 14   | 8    | -    | -  | -    | -    | -    | 12   | 4 | 2             | 6             | -             | 1             | 0             | 1 | 0     | 67    | 36    | 17    | 14 | 62.19%      | 98      | 60      | +38     | 125     |         |         |         |         |
| Brescia · Italia             | 1.ª                 | 2019-20             | 16   | 2    | 4    | 10   | 19.º | -  | -    | -    | -    | -    | - | -             | -             | -             | -             | -             | - | -     | 16    | 2     | 4     | 10 | 20.83%      | 15      | 38      | -23     | 10      |         |         |         |         |
| Brescia · Italia             | 2.ª                 | 2020-21             | 7    | 2    | 2    | 3    | Inc. | 2  | 1    | 0    | 1    | -    | - | -             | -             | -             | -             | -             | - | -     | 9     | 3     | 2     | 4  | 40.74%      | 14      | 13      | +1      | 11      |         |         |         |         |
| Brescia · Italia             | Total               | Total               | 23   | 4    | 6    | 13   | -    | 2  | 1    | 0    | 1    | -    | - | -             | -             | -             | -             | -             | - | -     | 25    | 5     | 6     | 14 | 28%         | 29      | 51      | -22     | 21      |         |         |         |         |
| Universidad de Chile · Chile | 1.ª                 | 2022                | 9    | 1    | 3    | 5    | Inc. | 4  | 2    | 2    | 0    | -    | - | -             | -             | -             | -             | -             | - | -     | 13    | 3     | 5     | 5  | 35.9%       | 12      | 18      | -6      | 14      |         |         |         |         |
| Universidad de Chile · Chile | Total               | Total               | 9    | 1    | 3    | 5    | -    | 4  | 2    | 2    | 0    | -    | - | -             | -             | -             | -             | -             | - | -     | 13    | 3     | 5     | 5  | 35.9%       | 12      | 18      | -6      | 14      |         |         |         |         |
| Barcelona SC · Ecuador       | 1.ª                 | 2023                | 15   | 9    | 5    | 1    | 2.º  | -  | -    | -    | -    | -    | - | -             | -             | -             | -             | -             | - | -     | 15    | 9     | 5     | 1  | 71.11%      | 24      | 15      | +9      | 32      |         |         |         |         |
| Barcelona SC · Ecuador       | 1.ª                 | 2024                | 7    | 4    | 2    | 1    | Inc. | -  | -    | -    | -    | 2    | 0 | 2             | 0             | Inc.          | -             | -             | - | -     | 9     | 4     | 4     | 1  | 59.25%      | 15      | 7       | +8      | 16      |         |         |         |         |
| Barcelona SC · Ecuador       | Total               | Total               | 22   | 13   | 7    | 2    | -    | -  | -    | -    | -    | 2    | 0 | 2             | 0             | -             | -             | -             | - | -     | 24    | 13    | 9     | 2  | 66.67%      | 39      | 22      | +17     | 48      |         |         |         |         |
| River Plate · Uruguay        | 1.ª                 | 2025                | 9    | 0    | 3    | 6    | Inc. | -  | -    | -    | -    | -    | - | -             | -             | -             | -             | -             | - | -     | 9     | 0     | 3     | 6  | 11.11%      | 8       | 15      | -7      | 3       |         |         |         |         |
| River Plate · Uruguay        | Total               | Total               | 9    | 0    | 3    | 6    | -    | -  | -    | -    | -    | -    | - | -             | -             | -             | -             | -             | - | -     | 9     | 0     | 3     | 6  | 11.11%      | 8       | 15      | -7      | 3       |         |         |         |         |
| Total en su carrera          | Total en su carrera | Total en su carrera | 228  | 83   | 67   | 78   | -    | 9  | 3    | 2    | 4    | 14   | 4 | 4             | 6             | -             | 1             | 0             | 1 | 0     | 252   | 90    | 74    | 88 | 45.5%       | 300     | 322     | -22     | 344     |         |         |         |         |
| 1. 2. 3.                     |                     |                     |      |      |      |      |      |    |      |      |      |      |   |               |               |               |               |               |   |       |       |       |       |    |             |         |         |         |         |         |         |         |         |

#### Resumen estadístico
| Competición                 | Partidos | Ganados | Empatados | Perdidos | Ganados % |
| --------------------------- | -------- | ------- | --------- | -------- | --------- |
| Serie B                     | 46       | 18      | 17        | 11       | 51.45%    |
| Serie A                     | 88       | 19      | 23        | 46       | 30.3%     |
| Copa Italia                 | 5        | 1       | 0         | 4        | 20%       |
| Primera División de Uruguay | 63       | 32      | 17        | 14       | 59.78%    |
| Supercopa Uruguaya          | 1        | 0       | 1         | 0        | 33.33%    |
| Primera División de Chile   | 9        | 1       | 3         | 5        | 22.22%    |
| Copa Chile                  | 4        | 2       | 2         | 0        | 66.67%    |
| Serie A de Ecuador          | 22       | 13      | 7         | 2        | 69.7%     |
| Copa Libertadores           | 8        | 3       | 3         | 2        | 50%       |
| Copa Sudamericana           | 6        | 1       | 1         | 4        | 22.23%    |
| TOTAL                       | 252      | 90      | 74        | 88       | 45.5%     |

## Palmarés

### Como jugador
| Título       | Club               | País    | Año  |
| ------------ | ------------------ | ------- | ---- |
| Copa América | Selección Uruguaya | Uruguay | 1995 |

### Como entrenador
| Título              | Club    | País    | Año  |
| ------------------- | ------- | ------- | ---- |
| Serie B Play-Off    | Bologna | Italia  | 2015 |
| Torneo Clausura     | Peñarol | Uruguay | 2018 |
| Campeonato Uruguayo | Peñarol | Uruguay | 2018 |
| Torneo Apertura     | Peñarol | Uruguay | 2019 |

### Distinciones individuales
| Distinción                    | Año  |
| ----------------------------- | ---- |
| Mejor DT del año (Premio AUF) | 2018 |